# Liste der Mitglieder der American Academy of Arts and Sciences/2018
Im Jahr 2018 wählte die American Academy of Arts and Sciences 212 Personen zu ihren Mitgliedern.
Neben 177 Mitgliedern (fellows) wurden 35 „foreign honorary members“ gewählt, die keine Staatsbürger der Vereinigten Staaten oder dort tätig sind. Als 36. ausländisches Ehrenmitglied stand Ariane Mnouchkine (* 1939) in der ursprünglichen Pressemeldung der American Academy of Arts and Sciences, ist in jüngeren Listen aber nicht mehr aufgeführt.

## Neu gewählte Mitglieder

### Fellows
- Aileen C. Adams (* 1944)
- Natalie G. Ahn (* 1957)
- Fernando E. Alvarez (* 1967)
- R. Michael Alvarez (* 1964)
- Robert Audi (* 1941)
- Katherine Baicker (* 1971)
- Leon Balents (* 1967)
- Dan Balz (* 1946)
- Lisa Feldman Barrett (* 1963)
- Marc R. Benioff (* 1964)
- Darwin K. Berg (* 1942)
- Joanne Berger-Sweeney (* 1958)
- Lauren Berlant (1957–2021)
- Helen M. Berman (* 1943)
- Sue Biggins (* 1968)
- Carla Bley (1936–2023)
- Deborah A. Borda (* 1949)
- Alexei Borodin (* 1975)
- Philippe Bourgois (* 1956)
- John R. Bowen (* 1951)
- Bernard R. Boxill (* 1939)
- Anthony P. Bretscher (* 1950)
- Eric A. Brewer (* 1967)
- C. Jeffrey Brinker (* 1950)
- Bill Brown (* 1960)
- Bruce Buffett (* 1959)
- Ian Buruma (* 1951)
- Laurie J. Butler (* 1959)
- Sylvain Cappell (* 1946)
- Gang Chen (* 1954)
- Robert B. Cialdini (* 1945)
- Ta-Nehisi Coates (* 1975)
- Cathy J. Cohen (* 1962)
- Deborah A. Cohen (* 1968)
- John J. Collins (* 1946)
- James H. Cone (1938–2018)
- Roger D. Cone (* 1958)
- Mariano-Florentino Cuellar (* 1972)
- Ana Maria Cuervo (* 1966)
- Jason G. Cyster (* 1967)
- Patricia A. D’Amore (* 1951)
- Christian Davenport (* 1965)
- Jill G. de Villiers (* 1948)
- James W. Demmel (* 1955)
- David C. Driskell (1931–2020)
- Susan M. Dymecki (* 1960)
- Timothy Egan (* 1954)
- Judith S. Eisen (* 1959)
- Deborah Eisenberg (* 1945)
- Linda T. Elkins-Tanton (* 1965)
- Charles D. Ellis (* 1937)
- Ezekiel J. Emanuel (* 1957)
- Randall W. Engle (* 1946)
- Juan Cabot Enriquez (* 1959)
- Katherine G. Farley (* 1949)
- Steven Feierman (* 1942)
- Paula E. Findlen (* 1964)
- Gary Alan Fine (* 1950)
- David Fitzpatrick (* 1952)
- Stephen R. Forrest (* 1950)
- Jeffry A. Frieden (* 1953)
- Cynthia M. Friend (* 1955)
- Judith Frydman (* 1963)
- Tim Giago (* 1934)
- Simon E. Gikandi (* 1960)
- Rosemary G. Gillespie (* 1960)
- Thelma Golden (* 1965)
- Risa L. Goluboff (* 1972)
- Robert Gooding-Williams (* 1954)
- Gita Gopinath (* 1971)
- Michael Govan (* 1963)
- Michael R. Green (* 1954)
- Angela M. Gronenborn (* 1950)
- Leonidas J. Guibas (* 1949)
- Larry D. Guth (* 1976)
- Tom J. Hanks (* 1956)
- J. Wade Harper (* 1958)
- Michael E. Hasselmo (* 1962)
- W. Reed Hastings (* 1960)
- Craig J. Hawker (* 1964)
- Carla D. Hayden (* 1952)
- Daniel Heller-Roazen (* 1974)
- Rebecca M. Henderson (* 1959)
- Marillyn A. Hewson (* 1954)
- Evelyn Brooks Higginbotham (* 1945)
- Julia B. Hirschberg (* 1947)
- Reid G. Hoffman (* 1967)
- Peter Jay Hotez (* 1958)
- Hilary W. Hoynes (* 1961)
- Allan S. Jacobson (* 1945)
- Heinrich M. Jaeger (* 1957)
- Svetlana Jitomirskaya (* 1966)
- Richard V. Kadison (1925–2018)
- Renata Kallosh (* 1943)
- Matthew T. Kapstein (* 1949)
- Henry C. Kapteyn (* 1963)
- Robert L. Kendrick (* 1957)
- Sara Kiesler (* 1940)
- Patricia W. Kitcher (* 1948)
- Chapurukha M. Kusimba (* 1962)
- Marta Kutas (* 1959)
- Gloria Ladson-Billings (* 1947)
- Robert C. Landick (* 1951)
- Mark A. Lemley (* 1966)
- Tania Leon (* 1943)
- Robert W. Levenson (* 1947)
- Susan C. Levine (* 1951)
- Haifan Lin (* 1961)
- Dahlia Lithwick (* 1968)
- Jianguo Liu (* 1963)
- K. Tsianina Lomawaima (* 1955)
- Catherine Lord (* 1949)
- Nathaniel Mackey (* 1947)
- Marc S. Mangel (* 1951)
- Henrietta Mann (* 1934)
- Rosa L. Matzkin (* 1959)
- Tali Mendelberg (* 1964)
- Joseph C. Miller (1939–2019)
- Anthony P. Monaco (* 1959)
- Arkadi Nemirovski (* 1947)
- Viet Thanh Nguyen (* 1971)
- H. Frederik Nijhout (* 1947)
- Pippa Norris (* 1953)
- Barack H. Obama (* 1961)
- Elaine S. Oran (* 1946)
- Eduardo J. Padron (* 1944)
- Claire L. Parkinson (* 1948)
- Parag A. Pathak (* 1980)
- Anne Woods Patterson (* 1949)
- Laurie L. Patton (* 1961)
- David H. Perlmutter (* 1952)
- Naomi E. Pierce (* 1954)
- David J. Pine (* 1953)
- Richard J. Powell (* 1953)
- Laurene Powell Jobs (* 1963)
- Eliot Quataert (* 1973)
- Andrew F. Read (* 1962)
- David R. Reichman (* 1969)
- Nancy L. Rose (* 1958)
- Ellen V. Rothenberg (* 1952)
- Leigh H. Royden (* 1955)
- Deborah F. Rutter (* 1956)
- Steven Salzberg (* 1960)
- Guillermo R. Sapiro (* 1966)
- Debra Satz (* 1956)
- Ivan K. Schuller (* 1946)
- Sara Seager (* 1971)
- Ruth G. Shaw (* 1955)
- Richard Shiff (* 1943)
- Gerald I. Shulman (* 1953)
- Gurindar S. Sohi (* 1960)
- Sonia M. Sotomayor (* 1954)
- Jacqueline N. Stewart (* 1970)
- Jessica Stockholder (* 1959)
- Jacqueline Stone (* 1952)
- Melody Swartz (* 1969)
- Lorraine S. Symington (* 1958)
- Diana Taylor (* 1950)
- Edward E. Telles (* 1956)
- Andrei Tokmakoff (* 1967)
- F. Dean Toste (* 1971)
- Rebecca E. Traister (* 1975)
- Robert H. Tuttle (* 1943)
- Ann Twinam (* 1946)
- Linda J. Waite (* 1947)
- Christopher A. Walsh (* 1956)
- Robert Warrior (* 1963)
- K. Birgitta Whaley (* 1956)
- Joy Williams (* 1944)
- Paul H. Wise (* 1952)
- Damian Woetzel (* 1967)
- Richard D. Wood (* 1955)
- Joanna K. Wysocka (* 1974)
- H. Peyton Young (* 1945)
- Francesca Zambello (* 1956)
- Feng Zhang (* 1981)
- Huda Y. Zoghbi (* 1955)

### Foreign honorary members
- Lilli Alanen (1941–2021)
- Hilal Ali Al-Hinai (* 1960)
- Leif Andersson (* 1955)
- Jocelyn Bell Burnell (* 1943)
- Myma A. Belo-Osagie (* 1955)
- David N. Cannadine (* 1950)
- Xuetao Cao (* 1964)
- Helen E. Clark (* 1950)
- Ora Entin-Wohlman (* 1943)
- Erika Fischer-Lichte (* 1943)
- Tedros A. Ghebreyesus (* 1965)
- Itzhak Gilboa (* 1963)
- Paul Gilroy (* 1956)
- Matthias W. Hentze (* 1960)
- Jennifer Hornsby (* 1951)
- Rexhep Ismajli (* 1947)
- Jacqueline M. King (* 1944)
- Gabor Klaniczay (* 1950)
- Maurice Kleman (1934–2021)
- Sandra D. Knapp (* 1956)
- Martti Koskenniemi (* 1953)
- Tony Kouzarides (* 1958)
- Roger N. Lemon (* 1946)
- Johanna Mappes (* 1965)
- Pablo A. Marquet (* 1963)
- David W. Miliband (* 1965)
- Kazuo Miyamoto (* 1958)
- Esther D. Mwaikambo (* 1940)
- Susanne S. Renner (* 1954)
- Andrea Rinaldo (* 1954)
- Osamu Saito (* 1946)
- Malcolm Schofield (* 1942)
- Jorge L. Soberon Mainero (* 1953)
- Khaled Toukan (* 1954)
- Xingpei Yuan (* 1936)